# جوایز فیلم بوایل
جوایز فیلم بوایل (کره‌ای: 부일영화상؛ انگلیسی: Buil Film Awards) یک مراسم اهدای جوایز فیلم در کره جنوبی به میزبانی بوسان ایلبو است. این مراسم در سال ۱۹۵۸ آغاز شد و از اولین مراسم‌های اهدای جوایز فیلم در این کشور بود. در طی دهه‌های ۱۹۵۰ و ۱۹۶۰ این مراسم بزرگ‌ترین رویداد جایزه فیلم در بوسان بود و تا سال ۱۹۷۳ هر سال برگزار می‌شد. این رویداد از سال ۱۹۷۴ تا ۲۰۰۷، در زمانیکه صنعت سینمای کره به دلیل سانسورهای دولتی و صنعت رو به رشد تلویزیون جذابیت خود را از دست داده بود، به مدت ۳۴ سال دچار وقفه شد.